# 한국뮤지컬협회
한국뮤지컬협회는 2006년 3월 23일 설립된 대한민국 문화체육관광부 소관의 사단법인이다. 